# Гапликов, Сергей Анатольевич
Серге́й Анато́льевич Га́пликов (род. 29 апреля 1970, Фрунзе, Киргизская ССР, СССР) — российский государственный и политический деятель.
Председатель Кабинета министров Чувашской Республики с апреля 2004 по апрель 2010. Заместитель руководителя аппарата правительства Российской Федерации с 2010 по 2011. Президент государственной корпорации «Олимпстрой» с 2011 по 2014. Глава Республики Коми с 22 сентября 2016 по 2 апреля 2020 (врио 30 сентября 2015 — 22 сентября 2016).

## Биография

### Ранние годы
Родился 29 апреля 1970 года во Фрунзе в семье потомственных казаков. Его предки были выходцами из Воронежской губернии и с Дона, уехавшими осваивать земли Средней Азии. Отец — Анатолий Гапликов. Мать — Светлана Гапликова. Когда сыну было три года, семья Гапликовых отправилась в Сибирь — на всесоюзную ударную стройку БАМ.
Окончив школу, поступил в Московский государственный технический университет имени Н. Э. Баумана. После первого курса он прервал учёбу и добровольно пошёл на военную службу; сначала служил в учебном полку ВДВ в Гайжюнае, затем в Польше в спецназе Главного разведывательного управления, в Воздушно-десантных войсках, в роте разведки отдельной десантно-штурмовой бригады (1988—1989 годы). Демобилизовавшись в звании гвардии старшины, восстановился в вузе. В 1996 году одновременно закончил обучение на факультете «Специальное машиностроение» МГТУ по специальности «инженер-конструктор газоимпульсных и динамических устройств» и на правовом факультете МГИМО по специальности «юрист-международник». В 2000 году окончил факультет государственной внешнеэкономической службы Всероссийской академии внешней торговли по специальности «мировая экономика» со знанием иностранного языка.
Является Мастером спорта России международного класса по водному поло и обладателем Кубка Европы в составе ЦСКА.

### Карьера
Будучи студентом, начал работать инженером-конструктором в Научно-исследовательском машиностроительном институте в Москве. C 1994 по 1995 годы он входил в состав экспертного совета при бюджетном комитете Совета Федерации (принимал участие в разработке проекта закона о финансово-промышленных группах). После окончания вузов с 1996 по 2000 год работал в префектуре Восточного административного округа Москвы. Начинал с должности ведущего специалиста управления административно-территориальных органов и общественно-политических связей, занимался вопросами внешнеэкономической деятельности, межрегиональных и международных связей. В ноябре 2000 года стал заведующим сектором по межрегиональным связям и взаимодействию со средствами массовой информации оперативно-контрольного управления.
С ноября 2000 по апрель 2004 года был консультантом, через год стал заместителем начальника отдела в департаменте экономики предприятия, через полгода — заместителем руководителя департамента налоговой политики, через полтора года — заместителем руководителя департамента стран Европы в министерстве экономического развития и торговли РФ. В апреле 2004 года президент Чувашии Николай Фёдоров назначил 34-летнего Гапликова председателем правительства региона, причём это стало полной неожиданностью для всех. При выборе Фёдоров руководствовался советами Германа Грефа и спикера чувашского парламента Михаила Михайловского. Четыре дня спустя кандидатуру Сергея Гапликова одобрили депутаты Государственного совета Чувашии.
В феврале 2009 года был включён в «первую сотню» резерва управленческих кадров, находящихся под патронажем Президента Российской Федерации. Со 2 апреля 2010 по январь 2011 года занимал должность заместителя руководителя аппарата Правительства Российской Федерации, непосредственно подчиняясь Сергею Собянину. С 31 января 2011 года по 3 сентября 2014 года был президентом ГК «Олимпстрой», которая занималась подготовкой объектов к зимним Олимпийским играм 2014. В 2014 году звучали предположения о том, что Гапликов станет новым министром природных ресурсов, в начале 2015 года — что он выдвинет свою кандидатуру в главы Чувашии. Однако в обоих случаях информация не подтвердилась.

### На посту Главы Коми
30 сентября 2015 года президент России Владимир Путин назначил Гапликова временно исполняющим обязанности Главы Республики Коми: предыдущий глава, Вячеслав Гайзер, стал фигурантом уголовного дела и отправился под арест. В президентской пресс-службе рассказали, что Путин выбирал из нескольких вариантов и предпочёл Гапликова, «исходя из его профессиональных и личных качеств».
Летом 2016 года был выдвинут кандидатом на пост главы региона от партии «Единая Россия», а 18 сентября победил на выборах, набрав 174 567 голосов из 281 141 жителей Республики Коми, принявших участие в голосовании. Явка избирателей составила 40,67 %, и это был один из самых высоких показателей по стране. Свой голос Гапликову доверили 62,17 % проголосовавших.
22 сентября 2016 года вступил в должность Главы Республики Коми. Торжественная церемония вступления в должность проходила на заседании сессии Государственного совета Республики Коми. Гапликов принес присягу на двух языках — коми и русском.
За время руководства Республикой Коми со стороны общественных организаций, активистов и населения часто подвергался критике, был участником скандалов. Со стороны общественности часто звучали призывы об отставке Гапликова.
2 апреля 2020 года после скандала с массовым распространением в регионе коронавируса заявил об уходе в отставку. В своём обращении он сказал, что принял это решение «после долгих и серьёзных размышлений».
Зарекомендовал себя не с лучшей стороны и в регионе не прижился. После ареста Гайзера долго не могли найти кандидата на должность исполняющего обязанности главы региона, на Гапликова выбор пал случайно, считает политолог Виталий Иванов. «Гапликов как раз тогда остался без работы после роспуска „Олимпстроя“. Он ждал, что его поставят главой, но думал, что это будет какой-то более богатый и перспективный регион. Вероятно, был разочарован. Фрустрация усугубилась из-за удручающего состояния дел в республике. Он не подошёл для этого региона, и это было взаимное отторжение. Гапликов явно мучился, и сегодня его мучения завершились», — говорит Виталий Иванов. Эксперт не исключил, что, если бы остался на посту главы Республики Коми до сентябрьских выборов, «Единая Россия» могла бы проиграть голосование.
Член Президиума Коми Регионального отделения политического совета «Единой России» с 26 января 2019.

## Классный чин
- Действительный государственный советник Российской Федерации 2 класса (9 октября 2010 года)[35].

## Награды
- Орден «За заслуги перед Отечеством» III степени (24 марта 2014 года) — за большой вклад в организацию подготовки и проведения XXII Олимпийских и XI Паралимпийских зимних игр 2014 года в Сочи и обеспечение успешного выступления сборных команд России[36];
- Медаль ордена «За заслуги перед Отечеством» II степени (18 августа 2010 года) — за достигнутые трудовые успехи и многолетнюю добросовестную работу[37];
- Благодарность Правительства Российской Федерации (23 апреля 2012 года) — за активное участие в реализации программы тестовых мероприятий на олимпийских объектах г. Сочи[38];
- Орден «За заслуги перед Чувашской Республикой» (2009 год)[39];
- Орден преподобного Сергия Радонежского, III степени (5 февраля 2014 года)[40].
- Памятная медаль «100-летие образования Чувашской автономной области» (2020)

## Критика

### Во главе правительства Чувашии
На посту премьер-министра Чувашии Гапликов не смог получить выгодный проект по строительству завода по сборке автомобилей «Тойота», а сельское хозяйство в Чувашии во время его руководства пришло в плачевное состояние.
Чувашские политики высказывали мнение, что Сергей Гапликов не принёс Чувашии какой-то существенной пользы, шесть лет премьерства на социально-экономическом блоке и реальном секторе экономики республики положительно практически не отразились.
«Его же здесь не видно, не слышно было вообще. Где он отличился, чем он отличился, какими действиями? Остались недостроенными „Новый город“, Богданка, остались обманутые дольщики. Все предприятия находятся в убогом состоянии — там не только кризис, они и до кризиса еле-еле дышали. Не могу назвать ни один пример, который можно было бы в заслугу привести»,
 — лидер чувашских «патриотов», депутат Чебоксарского городского собрания депутатов Владислав Солдатов

Представитель отделения «Справедливой России» в Чувашии, депутат республиканского Госсовета Игорь Моляков считает, что «Гапликов особой роли не играл в Чувашии»:
«Ничего он не сделал, это была чисто номинальная фигура, сюда его прислали для того, чтобы у него была запись в трудовой книжке, которая нужна для дальнейшего карьерного роста».
Сергей Гапликов на посту премьер-министра Чувашии практически не давал интервью, а в информационном пространстве особенно запомнился скандальными эпитетами в адрес главы Чувашского УФАС Вячеслава Борисова, назвав того «неугомонным парнем», который «получил по голове» в арбитражном суде.

### Олимпстрой
6 марта 2013 года во время выступления главы Счётной палаты РФ Сергея Степашина в Совете Федерации был обнародован отчет о проверке корпорации «Олимпстрой» за 2012 год (Сергей Гапликов возглавил корпорацию «Олимпстрой» 31 января 2011 года), в котором, в частности, говорится: 
«Проверка показала, что должностные лица корпорации создали предпосылки к необоснованному увеличению сметной стоимости спортивных объектов. В целом удорожание сметной стоимости спортивных объектов составило 15,5 млрд рублей»
. В материалах отчёта Счётной палаты также говорится о том, что ряд объектов в Сочи «получили отрицательное заключение государственной экспертизы». За решения, повлекшие увеличение смет, ответственны, по мнению аудиторов Счётной палаты, бывшие и ныне действующие топ-менеджеры госкорпорации «Олимпстрой», в том числе Сергей Гапликов. Корпорация «Олимпстрой» в своём заявлении пресс-службы отвергла эти обвинения. Согласно отчёту Счётной палаты, по результатам проверки эффективности использования госресурсов за 2010—2011 годы на подготовку к проведению Олимпийских зимних игр и Паралимпийских зимних игр 2014 года в Сочи и развитие этого города как горноклиматического курорта на объекте ГК «Олимпстрой» следственным управлением при УВД по Сочи 22 июня 2012 года возбуждено три уголовных дела. В начале февраля 2013 года президент РФ Владимир Путин раскритиковал олимпийскую стройку в Сочи. Глава государства поручил отстранить от всех должностей вице-президента Олимпийского комитета, а также главу «Курортов Северного Кавказа» Ахмеда Билалова.

### Руководство Республикой Коми
Первое заседание Правительства Республики Коми под председательством Гапликова 23 октября 2015 года завершилось выговорами и замечаниями 19 руководителям органов государственной власти Республики Коми, а также отстранением от должности руководителя агентства Республики Коми по физической культуре и спорту Степана Чуракова «в связи с грубейшим нарушением своих должностных обязанностей», за «вопиющий бардак» на тренировке по мобилизационной подготовке.
Критика в адрес Гапликова началась в период его избирательной кампании на пост руководителя региона. Предвыборная программа «Программа возрождения республики» как названием, так и основными тезисами была очень схожа с программой предыдущего руководителя Коми Вячеслава Гайзера. Некоторые общественные деятели региона (в частности, Егор Русский) усомнились в возможности её выполнения и назвали программу «Мечты о возрождении Республики». Позже Гапликов не раз принимал неоднозначные кадровые решения. Так, осенью 2016 года в правительстве региона появилась новая должность — «специальный представитель Коми» в статусе вице-премьера, на эту должность назначен уроженец Чечено-Ингушской Республики Джамала-Лейла Яндиев. 28 ноября 2016 года распоряжением Главы Республики Коми № 383-р на должность министра культуры, туризма и архивного дела Республики Коми назначен 23-летний певец и директор ухтинского дворца культуры Сергей Емельянов (с 21 октября 2016 года — исполняющий обязанности министра). Назначение на должность министра прошли с нарушениями (отсутствие у Емельянова опыта муниципальной и государственной службы, высшее образование получено им в 2015 году по непрофильной нефтегазовой специальности). Многие деятели культуры заявили тогда, что это кадровое решение Гапликова — глупость и ошибка.
Осенью 2016 года Гапликова критиковали и за объединение министерств промышленности и природы: специалисты отмечали, что это неизбежно приведёт к конфликту интересов и навредит экологии. После целого ряда протестных акций и попыток организовать референдум главе республики пришлось восстановить министерство природы. В 2017 году критика Главы Республики Коми усилилась. На пресс-конференции 16 февраля ему пришлось оправдываться за то, что он неделями находится в Москве и не в состоянии выполнить предвыборные обещания. Критике общественности подверглась отмена компенсаций участникам боевых действий, «афганцам», а также принятие закона республики Коми № 144-РЗ, который фактически лишил многие семьи возможности пользоваться компенсацией родительской платы за дошкольные учреждения. 5 апреля в Ухте, втором по величине городе республики, прошёл митинг за отмену 144-го закона, на который вышли родители с детьми. Во время первомайских шествий негативное отношение к закону № 144РЗ высказали жители Сыктывкара, Ухты и Печоры. Был организован сбор подписей под петицией за отмену закона № 144РЗ на онлайн-платформе Change.org.
Негативное отношение общественников вызвало апрельское высказывание Гапликова на заседании общественной палаты, что акция против коррупции «граничит с терроризмом».
На посту Главы Республики Коми отличился наградой семье и матери девятерых детей, выигравшей Всероссийский конкурс «Семья года». Всех членов семьи пригласили в Москву на торжественное чествование. Поездка сорвалась — организаторы мероприятия не нашли денег на проезд победителям из своей республики. А Гапликов в качестве компенсации вручил семье года Щукиным почетную премию — металлический термос.
28 марта 2018 года Общереспубликанское собрание общественности начало сбор подписей за отставку Гапликова. Среди некоторых претензий числятся: присутствие в правительстве республики людей из команды Гайзера, ликвидация льгот участникам боевых действий, лишение субсидий малоимущим семьям, рост тарифов ЖКХ, предоставление налоговых льгот компании «Газпром», лишивших бюджет республики крупных денежных поступлений, подкуп избирателей на выборах президента России в 2018, управление республикой «вахтовым методом» (губернатор обвиняется в отсутствии на постоянной основе в Коми и регулярных отъездах в Москву).
Массовые протесты начались в регионе из-за планов строительства мусорного полигона на станции Шиес на границе Архангельской области и Коми, а также повышения тарифа на вывоз отходов в регионе. В августе 2018 года и в апреле 2019 в Сыктывкаре проходили митинги, причём 7 апреля протестующие впервые с 2011 года провели акцию на Стефановской площади перед администрацией главы Коми, где запрещено проводить митинги. В завершение участники акции оставили резолюцию Гапликову в дверных ручках администрации, так как здание оказалось закрытым.

### Уровень поддержки населением
25 декабря 2018 года издание «РБК» сообщило, что Гапликов входит в число губернаторов, чьи негативные оценки деятельности превышают позитивные в течение года и более.
13 мая 2019 года в своей статье «РБК» сообщило, что, согласно проведённым администрацией президента России закрытым опросам, Республика Коми вошла в четвёрку регионов с наибольшим запросом на смену губернатора. Разность положительных и отрицательных ответов на вопрос о смене губернатора составил 42 процентных пункта.
10 ноября 2019 года «РБК» опубликовало статью о подведении итогов Кремлём KPI по выборам, доверию президенту и главам регионов. Глава Коми Гапликов вошёл в пятёрку губернаторов с самым низким уровнем доверия. Источники издания в администрации президента рассказали, что Сергей Гапликов может быть отправлен в отставку, если не снизит свой антирейтинг. В то же время вице-губернаторы Архангельской области и Коми объяснили низкий рейтинг несогласием населения со стройкой мусорного полигона на станции Шиес. Однако в руководстве внутриполитического блока Кремля с этим не согласилось и пояснили, что причина — в плохой работе внутриполитических блоков регионов, так как «потеряли» губернаторов задолго до Шиеса.

### Скандалы на посту Главы Коми
- Отмена льгот «афганцам» и ветеранам боевых действий. Комментарий Главы Коми Гапликова: «Чем они отличаются от всех остальных?»[75].
- Принятие 144 республиканского закона, который лишил льгот и компенсаций за детские сады родителей детей[76]. На фоне этого прошло несколько митингов в Ухте и Сыктывкаре, организованных общественным деятелем Егором Русским[77][78] и движением «Республиканская Коалиция».
- На фоне социальных проблем региона Гапликов поднял себе заработную плату до 9 млн руб. в год[76][79][80].
- Введение ранее не существующей должности заместителя председателя правительства Коми — специального представителем Коми и назначение на неё этнического чеченца, не имеющего отношение к региону[81].
- Мать девятерых детей, победительница Всероссийского конкурса «Семья года» получила в подарок от главы Коми термос. В социальных сетях началось народное возмущение[82][83].
- Неудачная попытка Гапликова снять с должностей двух депутатов Госсовета (парламента) Коми[84].
- Самый большой протестный митинг[85] и протест в Коми с 90-х годов из-за строительства мусорного полигона на границе Коми[86]. Протестные акции шли на протяжении всего 2019 года и, по анализу политологов, сильно повлияли на решение об отставке Гапликова с должности главы Коми в 2020 году[87][88].
- Массовое заражение в регионе коронавирусом, вследствие которого Коми весной 2020 года заняло четвёртое место после Москвы, Подмосковья и Санкт-Петербурга по числу заражённых[89].

## Собственность
Согласно декларации о доходах за 2015 год, Гапликов имел в долевой (1⁄5) собственности квартиру площадью 65,0 м²; доход за 2015 год составил 7 232 869,48 рублей, в том числе доход от продажи транспортного средства — 2 990 000,00 рублей. Супруга и несовершеннолетний ребёнок Гапликова, согласно этой декларации, имели в долевой (у каждого по 1⁄5) собственности квартиру площадью 65,0 м². Супруга имеет в индивидуальной собственности легковой автомобиль Mercedes-Benz GLA 250 4Matic; её доход за 2015 год составил 619 145,61 рублей.
В 2016 году доход Сергея Гапликова составил 9 122 714,16 рублей, в 2017 — 9 350 566,59 рублей, в 2018 — 9 918 045,484 рублей.

## Личная жизнь
Семья живёт в Москве.
Жена — Гапликова Галина Евгеньевна, домохозяйка; дочь — Гапликова Дарья Сергеевна, студентка; сын — Гапликов Александр Сергеевич, школьник.
В Коми увлёкся лыжами, принял участие в Лямпиаде — традиционных забегах на лызях и лямпах.